# Oakwood (hrabstwo Montgomery)
Oakwood – miasto w Stanach Zjednoczonych, w stanie Ohio, w hrabstwie Montgomery.
Liczba mieszkańców w 2000 roku wynosiła 9 215.

## Współpraca
- Le Vésinet, Francja
- Outremont, Kanada
- Unterhaching, Niemcy